# 念阿弥慈恩
念阿弥 慈恩（ねんあみ じおん、ねんなみ じおん、1350年（南朝：正平5年、北朝：観応元年）? - 没年不詳）は日本の南北朝時代から室町時代にかけての剣客、禅僧。剣術流派の源流のひとつである念流の始祖とされる。俗名、相馬四郎、諱は義元。法名、奥山慈恩または念阿上人。

## 経歴
奥州相馬（福島県南相馬市）の生まれで、相馬左衛門尉忠重の子。弟に赤松三首座がいる。父忠重は新田義貞に仕えて戦功があったといわれるが、義元が5歳の時に殺され、乳母に匿われた義元は武州今宿に隠棲した。
7歳のときに相州藤沢の遊行上人に弟子入りし、念阿弥と名付けられる。念阿弥は父の敵討ちをめざして剣の修行を積み、10歳で上京、鞍馬山での修行中、異怪の人に出会って妙術を授かったという。16歳のとき、鎌倉で寿福寺の神僧、栄祐から秘伝を授かった。さらに1368年（南朝：正平23年、北朝：応安元年）5月、筑紫・安楽寺での修行において剣の奥義を感得した。このとき18歳。京の鞍馬山で修行したことから、「奥山念流」あるいは「判官流」といい、また、鎌倉で秘伝を授かったことから「鎌倉念流」ともいう。
念阿弥は還俗して相馬四郎義元と名乗り、奥州に帰郷して首尾良く父の仇敵を討つと再び禅門に入り、名を慈恩と改めた。こののち諸国を巡って剣法を教え、晩年の1408年（応永15年）、信州波合村（後の浪合村、現阿智村浪合）に長福寺を建立、念大和尚と称した。没年は不明である。長福寺のあった麻利支天山（現念流山）の中腹には、江戸時代に樋口定雄（馬庭念流16世、十郎右衛門）が建てた念大和尚の石碑が残る。

## 門人
馬庭念流宗家の樋口家に伝わる『樋口家文書』や間光延が著わした『剣術系図』によれば、慈恩には板東8名、京6名、計14名の優れた門弟があったとし、「十四哲」と称される。綿谷雪の『日本剣豪100選』では主な門人を次のとおり挙げているが、これについては疑問視する意見もある。
なお、猿御前という人物については未詳であり、通常、陰流開祖は愛洲久忠とされており猿御前との関係は不明である。
また、沼田法印は丹石流の遠祖とされるが、『本朝武芸小伝』では丹石流は東軍流系とされている。
また、綿谷雪・山田忠史編纂の『増補大改訂 武芸流派大事典』の「念流」の項（683 - 685ページ）に『樋口家文書』と間光延の『剣術系図』に記された門人名の比較が掲載されているが、『剣術系図』には猿御前・沼田法印・樋口太郎兼重の名前は記されていない。
- 二階堂右馬助（二階堂流）
- 赤松三首座（念首座流、正法念流）
- 堤宝山（宝山流）
- 中条判官（中条流）
- 甲斐筑前守（中条流、富田流）
- 猿御前（陰流）
- 沼田法印（丹石流）
- 樋口太郎兼重（樋口念流）

## 参考書籍
- 『日本剣豪100選』（綿谷雪著、秋田書店）

## 注
1. ↑  今村嘉雄ほか『日本武道体系』第2巻 同朋舎出版
2. ↑  『国史大辞典』 吉川弘文館
3. ↑  『日本大百科全書』 小学館
4. ↑  今村嘉雄ほか『日本武道体系』第1巻 同朋舎出版